# Ljus vedstrit
Ljus vedstrit (Cixidia lapponica) är en insektsart som först beskrevs av Zetterstedt 1837.  Ljus vedstrit ingår i släktet Cixidia och familjen vedstritar. Arten är reproducerande i Sverige. Utöver nominatformen finns också underarten C. l. hyalina.